# Agamemnōn Gkilīs
Agamemnōn Gkilīs (in greco Αγαμέμνων Γκίλης?; 1891) è stato un calciatore greco, di ruolo difensore.

## Carriera

### Nazionale
Fece parte della nazionale greca che partecipò ai Giochi olimpici di Anversa, disputò l'unica partita giocata dalla sua nazionale in quell'edizione.